# H-brug (elektronica)

Structuur van een H-brug

De basisposities van de schakelaars.

 Een H-brug is een elektrische schakeling die het mogelijk maakt de polariteit van twee aansluitingen te verwisselen. Daarmee kan bijvoorbeeld de draairichting van een gelijkstroommotor omgekeerd worden. De polariteit wordt bepaald door de stand van vier schakelaars. De schakeling is te vinden in vele toepassingen in de vermogenselektronica, waarvoor in de meeste gevallen geïntegreerde schakelingen bestaan.

## Werking
Om de gewenste polariteit over de terminals te krijgen dienen de vier schakelaars in verschillende posities te staan. De volgende tabel geeft een overzicht van deze posities en hun resultaat. 
| S1                                                                                  | S2 | S3 | S4 | Resultaat                                         |
| ----------------------------------------------------------------------------------- | -- | -- | -- | ------------------------------------------------- |
| 0                                                                                   | 0  | 0  | 0  | Er staat geen spanning op de aansluitingen        |
| 1                                                                                   | 0  | 0  | 1  | Er vloeit een stroom van links naar rechts door M |
| 0                                                                                   | 1  | 1  | 0  | Er vloeit een stroom van rechts naar links door M |
| 1                                                                                   | 0  | 1  | 0  | Motor wordt geremd                                |
| 0                                                                                   | 1  | 0  | 1  | Motor wordt geremd                                |
| in combinaties met 3 of 4 gesloten schakelaars ontstaat kortsluiting (shoot-trough) |    |    |    |                                                   |
| in combinaties met 1 gesloten schakelaar staat op een van de aansluitingen spanning |    |    |    |                                                   |

## Gebruik bij gelijkstroommotoren
Met een H-brug is het mogelijk om de polariteit over een gelijkstroommotor te regelen waardoor deze ofwel links- of rechtsom gaat draaien. Door de schakelaars S1-S4 en S2-S3 open of gesloten te zetten kan de richting van de motor ingesteld worden. Een H-brug kan ook gebruikt worden om een motor te remmen door de polariteit van de terminals tijdelijk te wijzigen.

## Niet-elektronische variant

Kruisschakelaar met dezelfde functionaliteit als de H-brug.

De schakeling met onafhankelijke schakelaars maakt het mogelijk, zoals ook in het schema met het schakelingresultaat staat aangegeven, dat er kortsluiting ontstaat door het tegelijkertijd sluiten van de schakelaars S1 en S2 of S3 en S4. Dit kan voorkomen worden door de combinatie S1 en S2 en de combinatie S3 en S4 als wisselschakelaar uit te voeren en de moedercontacten van deze schakelaars als terminal te gebruiken.
Deze variatie heeft (afhankelijk van de situatie) het nadeel dat als de wisselschakelaars effectief S1 en S3 sluiten de terminals dezelfde spanning krijgen, en er geen stroom kan lopen. Door de twee wisselschakelaars als een kruisschakelaar uit te voeren is de terminal altijd stroomvoerend, maar kan met één schakelaar de polariteit van de terminals verwisseld worden.
In de figuur van de kruisschakelaar hiernaast wordt de voeding aangesloten op de twee linkercontacten en vormen de contacten de rechterzijde van de schakelaar de terminals van de H-brug.

## Elektronische variant
De schakelaars kunnen worden vervangen door een combinatie van PNP en NPN transistoren welke bijvoorbeeld met TTL kunnen worden aangestuurd.
Graetz ·
H-brug ·
Hay ·
Maxwell ·
De Sauty ·
Schering ·
Thomson (Kelvin) ·
Wheatstone ·
Wien